# Piratskattens hemlighet
Piratskattens hemlighet är en svensk TV-serie och SVT:s julkalender 2014. Serien spelades in i på ön Brač i Kroatien under perioden mars–maj 2014. Det var första gången sedan starten 1960 som julkalendern spelades in utanför Sverige.

## Handling
Serien utspelar sig i Kroatien och handlar om de faderlösa syskonen Minna (Alexandra Breschi) och Sam (Buster Isitt) som förlorat sin far i en olycka. Tillsammans med sin mamma Eva (Ana Gil de Melo Nascimento) åker barnen till den fiktiva Orkidékusten för att fira "jul i solen" med sin faster Anja (Mirja Turestedt), kusin Bianca (Lea Stojanov) och farfar Ivo (Michalis Koutsogiannakis). Fastern Anja driver ett hotell på Orkidékusten som riskeras att köpas upp av ett företag som vill exploatera kustremsan. De tre kusinerna finner en lösning på att rädda hotellet och kustremsan - den mystiske piratkaptenen Aquilas förlorade skatt.

## Rollista (urval)
| Minna        | – Alexandra Breschi          |
| Sam          | – Buster Isitt               |
| Bianca       | – Lea Stojanov               |
| Eva          | – Ana Gil de Melo Nascimento |
| Anja         | – Mirja Turestedt            |
| Kenneth      | – Göran Engman               |
| Ivo          | – Michalis Koutsogiannakis   |
| Ursula       | – Nives Ivankovic            |
| Flygvärdinna | – Lotta Robertsson           |
| Stefan       | – Peter Eggers               |
| Fatima       | – Madeleine Martin           |
| Bert         | – Christoffer Nordenrot      |
| Johnny       | – Richard Ulfsäter           |
| Leonora      | – Iwa Boman                  |
| Alexandra    | – Lena T. Hansson            |
| Maggan       | – Sofia Bach                 |

## Papperskalender
Årets papperskalender ritades av Lisa Holmqvist och föreställer en vik med två piratskepp på och en två roddbåtar emellan, en strand till vänster och oväder till höger. I förgrunden syns två gamar som äter på ett as.

## Produktion
Serien producerades av Tre Vänner i samproduktion med kroatiska Kinorama. Produktionen mottog stöd från Kroatiska audiovisuella centret via stimulansinitiativet Film in Croatia.
Inspelning påbörjades våren 2014 och pågick i 60 dagar. Inspelningsplatserna för serien på ön Brač var bland annat orten Bol, Lovrečinaviken i Pučišćas kommun, på Vidova gora, på stranden Zlatni rat och i munkklostret i Varaždin. Seriens sista scener spelades in i Zagrebs omgivningar.
Valet att spela in i Kroatien motiverades av Nicklas Wikström Nicastro så här:
| ” | Vi bestämde oss för att filma i Kroatien på grund av de vackra och unika landskapen vi kan hitta här. Lämpliga platser är avgörande för historien, och vi är glada över att ha hittat dem här. En annan anledning är det goda rykte som Kroatien har när det gäller att arbeta med utländska produktioner, enastående produktionstjänster och professionella och duktiga arbetare. Odlučili smo snimati u Hrvatskoj zbog prekrasnih i jedinstvenih krajolika koje ovdje možemo naći. Odgovarajuće lokacije od ključne su važnosti za priču i sretni smo što smo ih uspjeli naći upravo ovdje. Drugi je razlog dobra reputacija koju Hrvatska ima kada su u pitanju rad sa stranim produkcijama, izvanredne produkcijske usluge i profesionalni i talentirani radnici. | „ |

Efter att serien sändes ökade turismen till Brač och Zlatni rat från Sverige.

## Datorspel
I samband med julkalendern utvecklades ett spel av North Kingdom som bygger på serien vid namn Aquilas äventyr. I spelet styr spelaren som piratkaptenen Aquila för 500 år sedan.
Webbplatsen Pappas appar rekommenderade spelet och gav det 4 av 5 i betyg.